# Antonio di Lerino
Antonio di Lerino (Valeria, 470 circa – Lérins, 520) fu un monaco che visse da eremita presso il Lago di Como, per cui è noto anche come sant'Antonio del Lario. Trascorse gli ultimi due anni della sua vita presso i monaci di Lérins. Nell'antichità fu venerato come esempio di vita mistica e, pertanto, considerato un santo.

## Agiografia
Tutte le notizie che abbiamo su di lui sono dovute a una sua Vita scritta da Ennodio, vescovo di Pavia. Nato a Valeria nella Bassa Pannonia, a 8 anni restò orfano del padre. Si prese cura di lui san Severino che lo istruì nei precetti della fede cristiana. Successivamente la sua educazione fu curata dallo zio Costanzo, che viveva in Baviera a Lorch ed era vescovo di quella città.
Lì seguì la sua vocazione religiosa e professò i voti religiosi, consacrandosi monaco. Andò allora, nel 488, assieme al monaco Bruno sul lago di Como in località Brentaleto e Teolo nel comune di Sorico nei pressi del sepolcro del martire san Fedele di Como non lontano dal luogo che nel X secolo vedrà l'edificazione l'Oratorio di San Fedele. Qui condusse vita eremitica divenendo punto di riferimento per i Cristiani del posto.
Diffondendosi la fama della sua santità e dei suoi prodigi, molta gente andava a visitarlo, allora lui per ritrovare la sua tranquillità e i suoi momenti ascetici si spostò in Gallia a Lerino, dove visse gli ultimi due anni della sua vita e morì.

## Culto
Il Martirologio romano fissa la memoria liturgica il 28 dicembre.

Dal Martirologio Romano: